# Rutowski klimprofiel
Het Rutowski klimprofiel ("Rutowksi climb profile") is een natuurwetenschappelijke benadering die gebruikt wordt in de luchtvaart om met een zo gunstig mogelijke balans tussen kinetische - en potentiële energie een zo groot mogelijke vlieghoogte te behalen. De oplossing van dit vraagstuk kwam in 1954 van E.S. Rutowski.
Dit zogenaamde profiel wordt vooral in de militaire luchtvaart gebruikt om zo snel mogelijk de gewenste vlieghoogte te bereiken met behoud van zo veel mogelijk energie.
In 1970 behaalde de McDonnell Douglas F-15 "Streak Eagle" in minder dan 4 minuten een hoogte van 120.000 voet door het Rutowski-principe toe te passen.